# Hardy (Nebraska)
Hardy è un comune degli Stati Uniti d'America, situato nello Stato del Nebraska, nella Contea di Nuckolls.